# Plesiotypus fullawayi
Plesiotypus fullawayi är en stekelart som först beskrevs av John Wyman Beardsley 1961. 
Plesiotypus fullawayi ingår i släktet Plesiotypus och familjen bracksteklar. Inga underarter finns listade i Catalogue of Life.